# Plaque AutoPro
La plaque AutoPro est une récompense qui était remise annuellement au joueur de hockey sur glace de la Ligue de hockey junior majeur du Québec (LHJMQ) qui totalisait le meilleur différentiel plus/moins.

## Anciennes dénominations
De 1989-1990 à 1993-1994, la récompense se nommait la plaque Transamerica.

## Lauréats
- Plaque Transamerica
  - 1989-1990 Martin Saint-Amour, Draveurs de Trois-Rivières +64
  - 1990-1991 Christian Larivière, Lasers de St. Hyacinthe +50
  - 1991-1992 Carl Boudreau, Draveurs de Trois-Rivières +49
  - 1992-1993 Claude Savoie, Tigres de Victoriaville +47
  - 1993-1994 Michel Saint-Jacques, Saguenéens de Chicoutimi +64
- Plaque AutoPro
  - 1994-1995 Frédéric Chartier, Titan de Laval +54
  - 1995-1996 Daniel Goneau, Bisons de Granby +82
  - 1996-1997 Pavel Rosa, Olympiques de Hull+59
  - 1997-1998 David Thibeault, Tigres de Victoriaville +53
  - 1998-1999 Simon Tremblay, Remparts de Québec +71
  - 1999-2000 Brad Richards, Océanic de Rimouski +80
  - 2000-2001 Simon Gamache, Foreurs de Val-d'Or +64
  - 2001-2002 Jonathan Bellemare, Cataractes de Shawinigan +43